# Katepano
Katepánō (gr. κατεπάνω, dosłownie „ten który znajduje się na szczycie” lub „najwyższy”) – nazwa stopnia wojskowego w bizantyjskiej armii. W zlatynizowanej wersji: capetanus/catepan, prawdopodobnie to właśnie od owego tytułu w języku włoskim pojawiło się określenie „capitaneus”. Z języka włoskiego w nieco zmienionej wersji przeszło do innych europejskich języków (angielski captain, polski 
kapitan, turecki kapudan pasza, niemiecki kapitän itd.).
Określenie katepáno po raz pierwszy pojawia się w IX wieku w odniesieniu do dwóch urzędów: nadzorcy basilikoi anthrōpoi (urzędnicy dworscy niskiego szczebla) i naczelnego dowódcy Mardaitów w temie Kibyrrhaeots. Znaczenie tytułu zaczęło się zmieniać wraz z początkiem ożywionej działalności militarnej Bizancjum pod koniec X wieku.
Na skutek licznych kampanii Cesarstwo powiększyło swój stan posiadania a nowo zdobyte tereny graniczne podzielono na mniejsze jednostki, zwane themata. Dowództwo nad wojskami w themata obejmował dowódca z rangą katepáno lub doux. Z czasem strefy w których wojskami kierowali katepáno zaczęto nazywać katepanatami. Pierwsze katepanaty powstały w drugiej połowie X wieku na granicy Azji Mniejszej z Syrią i Mezopotamią, rozciągając się od Antiochii, przez wschodni Eufrat aż do Chaldii. W 1022 roku, w czasie panowania Bazylego II powstał również katepanat Iberii, zabezpieczający granicę bizantyjską od strony Kaukazu.
Katepanaty powstawały również na terenie europejskich posiadłości cesarstwa. Najbardziej znanym jest katepanat południowej Italii. Powstał on dosyć wcześnie bo świadectwo jego istnieniu daje Escorial Taktikon, lista urzędów spisana między 971 a 975 rokiem. Po sukcesach Bazylego II w walkach z Bułgarami, część ich państwa również znalazła się pod kontrolą bizantyjskiego katepáno. Wcześniej, za panowania Jana Tzimiskesa, na terytorium dzisiejszej Serbii istniał katepanat Raszki.
Wraz z klęską pod Manzikertem i katastrofalnymi w skutkach najazdami Turków na Azję Mniejszą w XI wieku urząd katepáno, rozumiany jako naczelny dowódca wojskowy na danym terenie, zanikł. Mianem tym zaczęto ponownie określać zwierzchników administracji niższego szczebla. W czasie rządów Komnenów i Paleologów katepanikion oznaczał najniższe jednostki podziału administracyjnego, zarówno na terenie Azji Mniejszej jak i w Europie. Identyczny system zaadaptowało Cesarstwo Trapezuntu i Drugie Carstwo Bułgarii. Za rządów Paleologów na czele katepanikionu stał kephalē skupiający w swoich rękach całą lokalną władzę wojskową i cywilną.